# Jean Baptiste de Tillier
Jean-Baptiste de Tillier (Aosta, 1678 – 11 de març de 1744) fou un polític i historiador valldostà. Fou secretari dels Estats del Ducat d'Aosta, i és famós per la seva obra historiogràfica, amb Nobiliaire du Duché d'Aoste, Chronologies du Duché d'Aoste i Historique de la Vallée d'Aoste, on critica el centralisme savoià i defensa la particularitat valldostana.